# Sven Ludvig Lovén

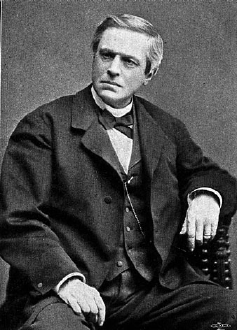
Sven Ludvig Lovén

Sven Ludvig Lovén (Estocolmo, 6 de janeiro de 1809 — Estocolmo, 3 de setembro de 1895) foi um zoólogo marinho e malacologista sueco.

## Biografia
Foi um cientista influente na Escandinávia, razão pela qual diversos topónimos de Svalbard foram escolhidos em sua honra, entre os quais Kapp Lovén, um promontório em Nordaustlandet, a montanha Lovénberget de Ny-Friesland em Spitsbergen, o lago Lovénvatnet na Terra de Oscar II, e os glaciares Lovénbreane em Brøggerhalvøya.